# Susan Sheridan
Susan Sheridan est une actrice britannique née le 18 mars 1947 à Newcastle upon Tyne et morte le 8 août 2015 à Londres.

## Filmographie

### Cinéma
- 1985 : Taram et le Chaudron magique : Princesse Éloïse
- 1986 : Rumik World: Faiyā torippā : Shu
- 1991 : Mermaid Forest : Towa
- 1992 : La Belle et la Bête : Prunella
- 1993 : The Beano Video : Dennis et autres personnages
- 1994 : The Beano VideoStars : Dennis et autres personnages
- 2000 : Eisenstein : la marieuse
- 2015 : War Days : la grand-mère

### Télévision
- 1978 : Bless Me Father : une enfant au confessionnal (1 épisode)
- 1980 : Armchair Thriller : Rosamund (2 épisodes)
- 1981 : Only When I Laugh : les voix des enfants (1 épisodes)
- 1984 : The Family-Ness (9 épisodes)
- 1986 : Muzzy in Gondoland : Princesse Sylvia et autres personnages (6 épisodes)
- 1986-1987 : Jimbo and the Jet-Set : Jimbo (25 épisodes)
- 1989 : Goodbye Lady Liberty : Michael et Judy
- 1990-1991 : Les Moomins : Moomin (77 épisodes)
- 1992 : Noddy's Toyland Adventures : Noddy (10 épisodes)
- 1992 : Der kleine Eisbär : Lars, Lena et Peeps (7 épisodes)
- 1994 : Albert le cinquième mousquetaire : Milady de Winter (26 épisodes)
- 1997-2000 : The Animal Shelf : Timothy et autres personnages (52 épisodes)
- 2011 : Inspecteur Barnaby : Mère Thomas (1 épisode)
- 2013 : Jambareeqi Reviews : Satan (1 épisode)

### Jeu vidéo
- 1999 : Alex à la ferme : Alex
- 2006 : Rule of Rose : Nicholas